# Phaeobotryosphaeria porosa
Phaeobotryosphaeria porosa är en svampart som först beskrevs av Van Niekerk & Crous, och fick sitt nu gällande namn av Crous & A.J.L. Phillips 2008. Phaeobotryosphaeria porosa ingår i släktet Phaeobotryosphaeria och familjen Botryosphaeriaceae.   Inga underarter finns listade i Catalogue of Life.